# S/2019 S 13
S/2019 S 13 es un satélite natural de Saturno. Su descubrimiento fue anunciado por Edward Ashton, Brett J. Gladman, Jean-Marc Petit y Mike Alexandersen el 9 de mayo de 2023 a partir de observaciones realizadas entre el 3 de julio de 2019 y el 8 de julio de 2021.
S/2019 S 13 tiene un diámetro aproximado de 3 kilómetros y orbita Saturno a una distancia de 20.960 Gm en 1132.90 días, con una inclinación de 178.6°, órbitas retrógradas y una excentricidad de 0.377°. S/2019 S 13 pertenece al grupo nórdico y tiene un ángulo de inclinación suplementario de 1.4°, lo que significa que actualmente es la luna de Saturno menos inclinada respecto al plano eclíptico.